# 趙純禧
趙純禧（？—？），中國清朝官員，本籍中國盛京。趙純禧於1699年（康熙38年）接替龍光，擔任台灣府海防補盜同知。品等為正五品的該官職隸屬於台灣府，主管船政治安業務，相當於副知府。